# Topniška vojašnica, Ljubljana
Topniška vojašnica je nekdanja vojašnica v Ljubljani, ki se je nahajala na področju današnjega Bežigrajskega dvora (med Dunajsko in Peričevo cesto). 
Zgrajena je bila leta 1860 v času Avstrijskega cesarstva in dobila ime po tam nastanjeni artilerijski enoti; pri tem je zanimivo, da je bila sprva v zasebni lasti in je šele leta 1928 prešla v mestno oz. državno last. Po ljubljanskem potresu leta 1895 so vojašnico temeljito prezidali in ponovno usposobili za bivanje. V vojaški uporabi je bila vse do osamosvojitve Slovenije; v času SFRJ je imela ime Vojašnica Ljubo Šercer.
V letih 1994−1996 so vojašnico podrli in zgradili Poslovno stanovanjsko sosesko Bežigrajski dvor.
Ulica, severno od soseske, še danes nosi poimenovanje po nekdanji vojašnici.